# Artyleria polska w wojnie polsko-bolszewickiej
Artyleria polska w wojnie polsko-bolszewickiej – organizacja i działania artylerii polskiej w okresie wojny polsko-bolszewickiej.
Artyleria zaliczana była do broni głównych. Po pierwszym, żywiołowym okresie tworzenia pododdziałów artylerii, sformowano około 80 baterii o różnym składzie i uzbrojeniu; w drugim etapie, trwającym do maja 1919, baterie łączono w dywizjony. W lipcu zapadła decyzja o posiadaniu przez dywizję piechoty organicznej artylerii – brygady artylerii. Do wiosny sformowano 18 brygad artylerii. Wraz z formowaniem brygad jazdy od lata 1919 przystąpiono do organizowania dywizjonów artylerii konnej. Początkowo utworzono 5 dywizjonów. W dyspozycji ND WP znajdowała się artyleria najcięższa.

## Instytucje centralne artylerii
27 listopada 1918 w strukturach Ministerstwa Spraw Wojskowych powołany został Inspektorat Artylerii kierowany przez gen. Eugeniusza Rodziewicza. Zarządzał on formacjami artyleryjskimi tworzonymi na terenie byłego Królestwa Polskiego, następnie też formowanymi w Galicji. Inspektoratowi Artylerii podlegały dowództwa artylerii Dowództw Okręgów Generalnych. W końcu maja 1919 Inspektorat Artylerii został przekształcony w Generalny Inspektorat Artylerii. W jego składzie funkcjonowała między innymi Komisja Regulaminowa, na czele z ppłk. Konstantym Adamowskim, której zadaniem było tłumaczenie obcych regulaminów artyleryjskich na język polski i ich dystrybucja. W drugiej połowie 1919 powołano też Inspekcję Szkół Wojskowych Artylerii, kierowaną przez płk. Kazimierza Pławskiego. W połowie 1919 w miejsce dowództw artylerii OGen-ów utworzono Inspektoraty Artylerii.
Oprócz organu kierowniczego artylerii, już 13 listopada 1918 utworzono Departament Techniczno-Artyleryjski. Na jego bazie, w grudniu 1918, utworzony został Departament Artylerii MSWojsk. kierowany przez gen. Antoniego Kaczyńskiego. Departament sprawował nadzór nad zabezpieczeniem materiałowym oddziałów artylerii. Podczas reorganizacji MSWojsk., w lutym 1920, Departament Artylerii został przekształcony w Departament Uzbrojenia. Z kolei Departament I Broni Głównych i Wojsk Taborowych posiadał Sekcję Artylerii, kierowaną przez ppłk. Kazimierza Dzierżanowskiego, odpowiedzialną za zaopatrzenie artylerii wchodzącej w skład wojsk operacyjnych podległych Naczelnemu Dowództwu Wojska Polskiego.

## Formowanie jednostek artylerii

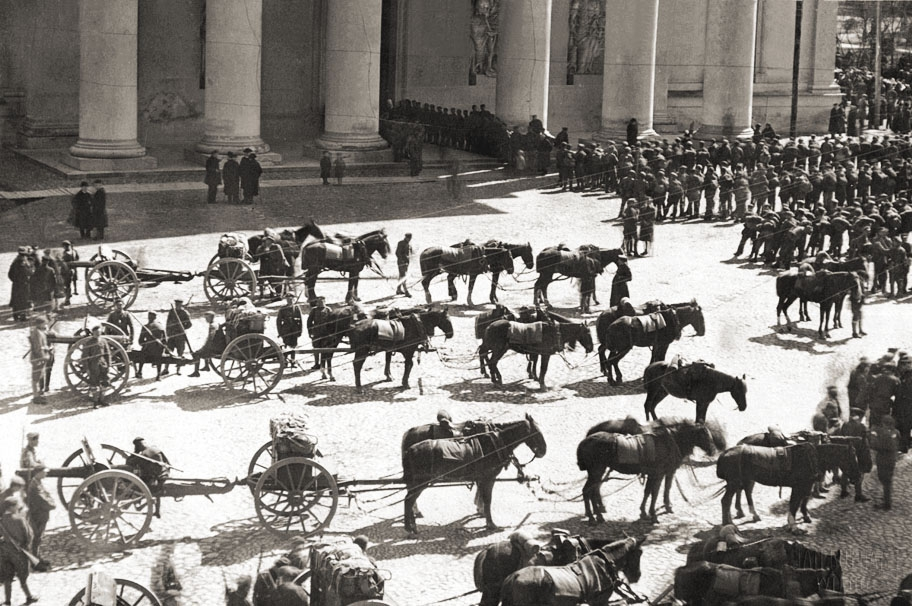
Artyleria Wojska Polskiego w Wilnie; kwiecień 1919

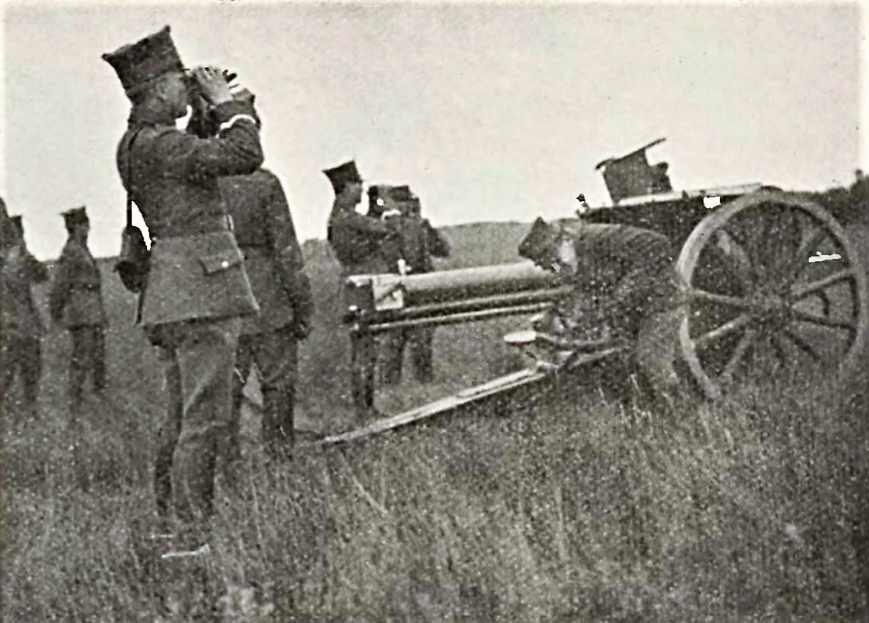
14 pap na poligonie w Biedrusku; 1919. Strzelanie ostre z armat włoskich 75 mm

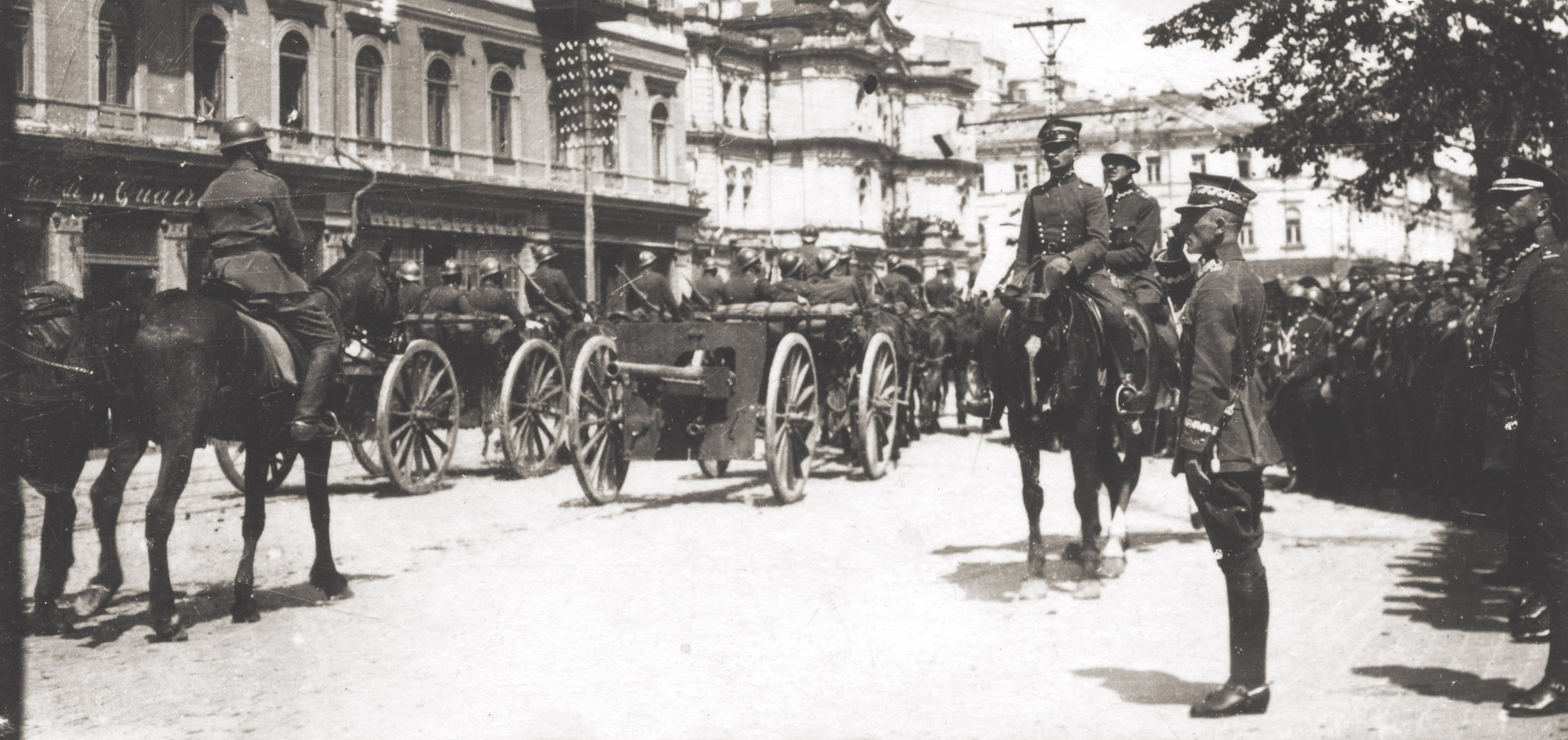
Gen. Śmigły-Rydz przyjmuje defiladę w Kijowie 8 maja 1920

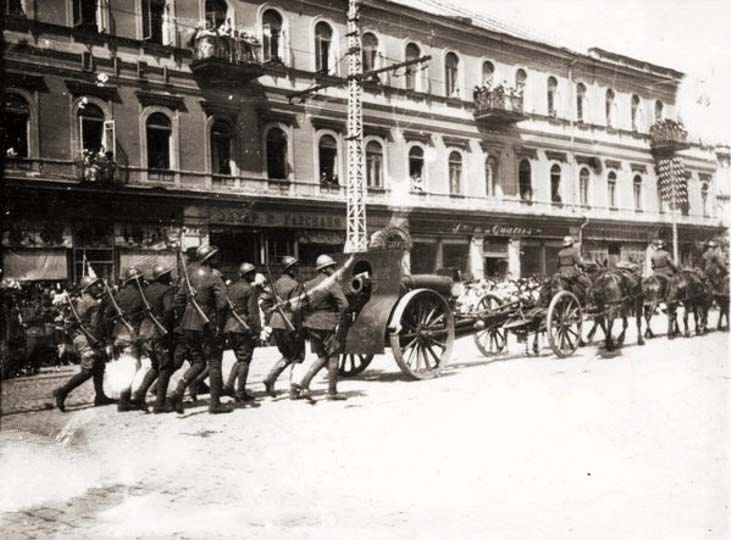
Defilada Wojska Polskiego na Chreszczatyku; Kijów, maj 1920

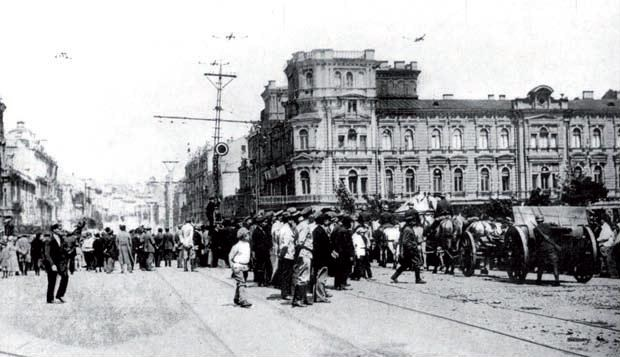
Polska artyleria wkracza do Kijowa

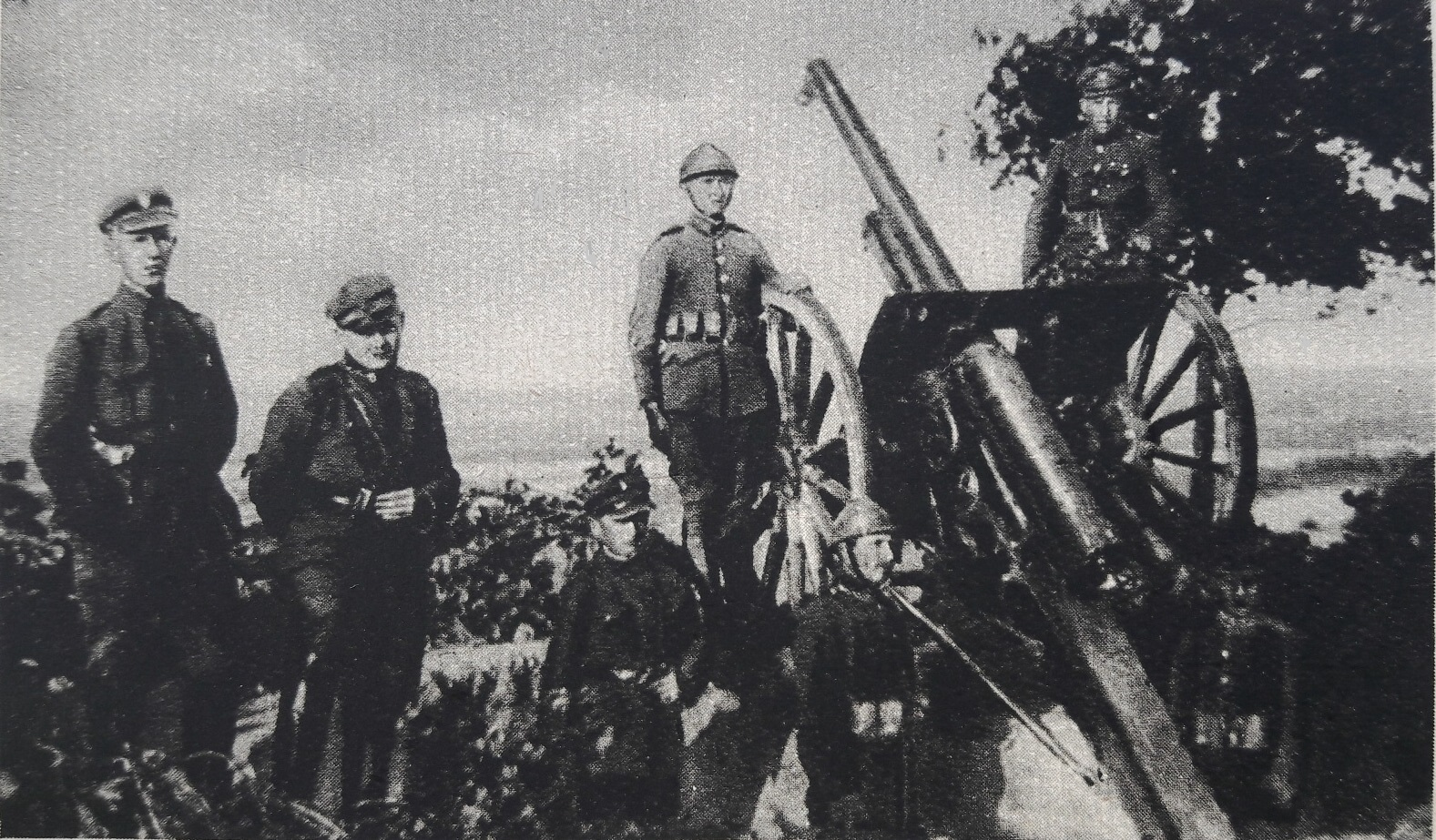
Polska artyleria przeciwlotnicza na Górze św. Włodzimierza pod Kijowem

Już od pierwszych dni listopada 1918 zaczęły samorzutnie powstawać oddziały artylerii w Królestwie i Galicji. Były to improwizowane baterie i plutony wyposażone w różnorodny sprzęt. Po zaborcach przejęto 352 działa 22 typów i 88 000 sztuk pocisków artyleryjskich. Po wybuchu powstania wielkopolskiego powstańcy zdobyli około 320 dział. Do użytku w Wojsku Polskim wytypowano pięć typów armat austriackich kalibru od 80 do 180 mm, cztery typy austriackich haubic kalibru od 100 do 150 mm, trzy typy armat niemieckich kalibru 77 do 150 mm, trzy typy niemieckich haubic 105–150 mm, rosyjskie trzycalowe armaty i sześciocalowe haubice. Wobec wielkich braków sprzętowych nawet austriackie działa forteczne użyto do uzbrajania pociągów pancernych i krakowskich fortów. W kilku ośrodkach przystąpiono do formowania pierwszych pułków artylerii polowej. W Warszawie z ochotników-studentów organizowano 7 pap, w Krakowie 1 pap, w Garwolinie dwie stacjonujące tam baterie Polnische Wehrmacht dały początek 9 pap, we Lwowie formowano 1 Lwowski pap. Każdy pułk miał składać się z trzech dywizjonów po trzy baterie.
Żywiołowy okres tworzenia pododdziałów artylerii trwał do lutego 1919. W tym czasie sformowano około 80 baterii o różnym składzie i uzbrojeniu. Po tym terminie, do maja tego roku, z baterii zaczęto łączyć dywizjony i pułki. Wobec niedostatku wyszkolonych kadr, koni, sprzętu taborowego oraz ciężkich dział, zawieszono formowanie czwartych dywizjonów przy pułkach artylerii polowej (przeznaczonych dla odwodu Naczelnego Wodza) oraz drugich dywizjonów przy tych pułkach artylerii ciężkiej, w których nie podjęto jeszcze prac nad wystawieniem drugiego dywizjonu. W okresie luty-maj do kraju przybyła partia sprzętu zakupionego we Włoszech: 132 armaty polowe kalibru 75 mm, 12 armat dalekonośnych kalibru 149 mm, 10 haubic Schneidera 105 mm, 8 moździerzy 210 mm. Ze sprzętu pozostałego po byłej armii Augusta von Mackensena na Węgrzech Międzysojusznicza Komisja przyznała Polsce 18 dział i 30 000 pocisków.
Wiosną 1919 zdecydowano, by przy każdej dywizji piechoty wystawić pułk artylerii polowej, przy brygadzie jazdy dywizjon artylerii konnej i pułk artylerii górskiej w brygadzie górskiej. Jednocześnie dywizje legionowe otrzymały etatowo brygadę artylerii. Formowane pułki artylerii polowej i dywizjony artylerii konnej otrzymywały numery macierzystych dywizji piechoty i brygad jazdy. Powstawały też baterie zapasowe. W związku z rozbudową armii, zakupiono we Francji 1130 dział: 750 armat polowych i 50 ciężkich dział, 220 ciężkich haubic, 80 dział dla artylerii konnej, 30 dział górskich, wraz z zapasem amunicji, części zamiennych, dziesięcioma dywizyjnymi, pięcioma korpuśnymi warsztatami polowymi, jednym warsztatem polowym dla artylerii górskiej. Dostawy dział realizowano partiami od kwietnia 1919. Do końca września Francja dostarczyła Polsce 615 dział i 600 000 pocisków artyleryjskich różnych kalibrów. Części zapasowe i warsztaty do naprawy sprzętu napływały do końca 1919.
W lipcu 1919 zapadła decyzja dodania do etatu wszystkich dywizji piechoty organicznej brygady artylerii. Z pułków i innych pododdziałów artylerii znajdujących się na froncie postanowiono utworzyć 5 brygad artylerii; kolejne 3 brygady miano powołać na zapleczu frontu, a ostatnie 2 brygady miały być organizowane z baterii zapasowych wystawionych przez Dowództwa Okręgów Generalnych. Etat brygady przewidywał pułk artylerii polowej w składzie 9 baterii, każda po 6 dział i trzybateryjny dywizjon artylerii ciężkiej (I dywizjon pac), przy czym jedna trzydziałowa bateria artylerii ciężkiej i dwie baterie haubic ciężkich po 4 działa. Brygada posiadała też pododdziały zabezpieczenia. W skład dowództwa brygady artylerii wchodzili: dowódca, adiutant, oficer wywiadowczo-łącznikowy, oficer ordynansowy, zbrojmistrz i żołnierze obsługi. Etatowo brygada posiadała: 105 oficerów, 2500 podoficerów i szeregowców, 2460 koni i 345 wozów.
Jako pierwsze powstały brygady dla dywizji legionowych pułkowników: Juliusza Rómmla, Kazimierza Dzierżanowskiego i Ignacego Ledóchowskiego. Od czerwca 1919 formowano 4 BA ppłk. Wilhelma Webera. W okolicach Lwowa tworzono 5 Brygadę Artylerii płk. Wincentego Kaczyńskiego. Kolejne brygady tworzono jesienią 1919. Dowódcą 6 BA został gen. Paweł Cyrus-Sobolewski, 7 BA formował płk Jan Orłowski, 9 BA płk Edward Malewicz, a 10 BA płk Tadeusz Jastrzębski. Z początkiem 1920 w strukturach dywizji piechoty sformowano kolejne brygady artylerii. Z dużymi oporami szło organizowanie artylerii dla dywizji litewsko-białoruskich. W lipcu 1 Dywizja Litewsko-Białoruska posiadała tylko dwudywizjonowy, niepełny pułk artylerii polowej oraz niepełny dywizjon artylerii ciężkiej. W 2 DL-B sytuacja była jeszcze gorsza. Pod koniec lutego 1920 w kraju znajdowało się 2107 dział: w tym 1018 francuskich armat polowych 75 mm i 230 francuskich haubic 155 mm. Wykorzystanie 186 włoskich armat polowych ograniczały szczupłe zapasy amunicji. Latem 1920 sformowana została Brygada Artylerii Górskiej. Dywizja Ochotnicza posiadała tylko 201 pułk artylerii polowej, a obie brygady rezerwowe nie dysponowały organiczną artylerią.
Przy brygadach jazdy formowano dywizjony artylerii konnej. Początkowo utworzono pięć dwubateryjnych dywizjonów wyposażonych w działa włoskie. Ich dowódcami zostali: ppłk Leon Dunin-Wolski, mjr Edward Robakiewicz, kpt. Stefan Trzebiński, mjr Witold Kuczewski i kpt. Józef Klukowski. Naczelne Dowództwo Wojska Polskiego dysponowało też artylerią najcięższą. Latem 1920 zorganizowano Grupę Artylerii Najcięższej pod dowództwem gen. Ignacego Ledóchowskiego. Zarówno Grupa, jak i dywizjon artylerii najcięższej 4 Armii wzięły udział w operacji niemeńskiej. Wcześniej, bo w operacji warszawskiej, walczyła improwizowana Grupa Artylerii Radzymin dysponująca 109 działami.
Mimo dużych strat i zużycia sprzętu w walkach stoczonych latem 1920, we wrześniu zdołano powiększyć liczebność artylerii wchodzącej w skład wielkich jednostek piechoty. Nowo formowane baterie przydzielano przede wszystkim nowym oddziałom (dywizja ochotnicza, brygada syberyjska, ochotnicze oddziały w Galicji Wschodniej). Nadal brakowało sprzętu dla pułków artylerii ciężkiej.
Zdołano też ujednolicić sprzęt w pułkach artylerii. 3 września 1920 pułki: 1., 8., 9., 10., 11., 12., 13., 16., 18., 20., 22 pap oraz dywizjon artylerii Brygady Syberyjskiej posiadały na uzbrojeniu francuskie armaty 75 mm; pułki 2., 3., 4., 5., 6. i 7 dysponowały armatami francuskimi i austriackimi haubicami 100 mm; pułki 17 i 19 pap posiadały 76,2 mm armaty rosyjskie; armaty polowe francuskie i niemieckie posiadał 14 pap, natomiast 15 pap dysponował niemieckimi armatami 77 mm i haubicami 105 mm.
W artylerii ciężkiej sprzęt wyłącznie francuski (armaty 105 mm i haubice 155 mm) miały 1., 2., 5., 6., 7., 8., 9., 10.,11., 12., 13., 15., 16., 17., 18 pac; sprzętem francuskim i austriackim dysponował 3 i 4 dac, natomiast 14 dac miał na wyposażeniu sprzęt austriacki. W tym czasie dywizjony artylerii konnej posiadały wyłącznie sprzęt rosyjski.
Latem 1920 pułki artylerii dysponowały 41 bateriami zapasowymi, a miejsce postoju baterii uważane było za miejsca postoju jej macierzystego pułku:
| m.p. baterii zapasowej | oddziały                               |
| ---------------------- | -------------------------------------- |
| Biała Podlaska         | 9 pap                                  |
| Bydgoszcz              | 15 pap, 15 pac                         |
| Chełm                  | 3 pap                                  |
| Częstochowa            | 7 pap, 7 pac                           |
| Dębica                 | 21 pap                                 |
| Dęblin                 | 9 pac                                  |
| Grodno                 | 1 pac LB                               |
| Grudziądz              | 16 pap                                 |
| Jarosław               | 5 pap, 5 pac                           |
| Kalisz                 | 4 pac                                  |
| Kielce                 | 2 pap, 2 pac                           |
| Kraków                 | 6 pap, 6 pac, 21 pac                   |
| Leszno                 | 17 pac                                 |
| Lida                   | 1 pap LB (19 pap)                      |
| Lwów                   | 12 pap, 12 pac                         |
| Łódź                   | 10 pap                                 |
| Modlin                 | 1 pac                                  |
| Nowy Targ              | 1 pag                                  |
| Osowiec                | 8 pap                                  |
| Ostrołęka              | 8 pac                                  |
| Poznań                 | 13 pap, 13 pac, 14 pap, 14 pac, 16 pap |
| Skierniewice           | 10 pac                                 |
| Stanisławów            | 11 pac                                 |
| Toruń                  | 16 pac                                 |
| Warszawa               | 1 pap                                  |
| Włoclawek              | 4 pap                                  |
| Wołkowysk              | 2 pac LB                               |
| Zamość                 | 3 pac                                  |

Podczas odwrotu wojsk polskich latem 1920 całkowitemu zniszczeniu uległo 7 baterii, około 30 dalszych musiano wycofać na tyły w celu reorganizacji i uzupełnienia. W ramach zaciągu ochotniczego przy bateriach zapasowych sformowano 201., 202., 214. i 216 ochotnicze pułki artylerii liczące od 3 do 9 baterii oraz 14 dywizjon artylerii konnej, którego obsługę stanowili głównie studenci Uniwersytetu Jagiellońskiego. Latem 1920 w Warszawie rozpoczęto formowanie pułku artylerii najcięższej (pięć baterii).
U schyłku wojny Wojsko Polskie dysponowało ponad 340 bateriami artylerii. Na zapleczu znajdowały się baterie zapasowe, warsztaty naprawcze i zorganizowane od podstaw szkolnictwo. Z uwagi na brak krajowego przemysłu zbrojeniowego jej funkcjonowanie zależało całkowicie od dostaw zagranicznych.
Wysiłek mobilizacyjny artylerii
Wysiłek mobilizacyjny artylerii polskiej w wojnie polsko-sowieckiej to wystawienie 20 brygad artylerii polowej, brygady artylerii górskiej, czyli 21 pułków artylerii polowej, kilku improwizowanych pułków ochotniczych artylerii polowej, 3 pułków artylerii górskiej, 18 pułków artylerii ciężkiej i 4 dywizjonów artylerii najcięższej oraz trudnej do ustalenia liczby baterii zapasowych. W październiku 1920 na froncie znajdowało się 258 baterii, z ogólnej liczby 363. Na ich uzbrojeniu znajdowało się 1441 dział, a po dodaniu rezerwy liczba dział wynosiła 1958. W 1920 na front wysłano 45 000 artylerzystów i 1762 działa.

## Szkolnictwo artylerii
Szkolnictwo artylerii w latach 1919–1920 wykształciło dla potrzeb frontu około 450 oficerów i 1000 podoficerów. Poziom wyszkolenia absolwentów pozostawiał wiele do życzenia. Przyczyną był przede wszystkim krótki czas nauki w szkole, wymuszony potrzebami frontu.
Szkolenie oficerów
Wiosną 1919 rozpoczęto organizować szkolnictwa artylerii. W czerwcu w Sołaczu pod Poznaniem powstała Szkoła Podchorążych Artylerii, która realizowała sześciomiesięczny program nauczania oparty na wzorach niemieckich. Na pierwszy kurs przyjęto 240 uczniów zorganizowanych w sześciu plutonach. Kurs ukończyło w grudniu 227 podchorążych. Po odbyciu krótkiej praktyki i uzyskaniu pozytywnej opinii dowódcy oddziału, podchorąży otrzymywał nominację na pierwszy stopień oficerski. Ponieważ praktyka wykazała, że w ciągu sześciu miesięcy trudno jest przygotować oficera artylerii, od stycznia 1920 szkoła realizowała 9-miesięczny program nauczania.
Większy nacisk położono na naukę budowy sprzętu i taktykę artylerii francuskiej.
Na drugi kurs przyjęto 260 podchorążych, a kandydaci musieli ukończyć pomyślnie kurs unitarny w Szkole Podchorążych Piechoty, który dawał elementarną wiedzę ogólnowojskową. Ponieważ sytuacja na froncie w kwietniu 1920 wymagała zwiększonej liczby oficerów artylerii, II kurs Szkoły Podchorążych Artylerii ponownie skrócono do 6 miesięcy. Doszkalanie fachowe oficerów realizowano na kursach doskonalących. Były to między innymi kursy dla oficerów wywiadowczych i dowódców baterii organizowane od października 1919 w Rembertowie. Kursy te przekształcono w Szkołę Strzelecką Artylerii, a w marcu 1920 przeniesiono do Podgórza pod Toruniem.
Szkolenie podoficerów
Szkolenie podoficerów artylerii realizowano przy Okręgach Generalnych. W grudniu 1919 funkcjonowało 6 szkół podoficerów artylerii. Szkoła Podoficerów Artylerii nr 1 w Warszawie szkoliła dla potrzeb 1., 2., 8 Brygady Artylerii i Brygady Artylerii Litewsko-Białoruskiej, a także dla dywizjonów artylerii konnej; nr 2 w Chełmie dla kandydatów z 3., 9., 13., 18 Brygady Artylerii; nr 3 w Krakowie dla kandydatów z 7 Brygady Artylerii i 1 Górskiej Brygady Artylerii; nr 4 w Łodzi dla 4. i 10 Brygady Artylerii; nr 5 we Lwowie dla kandydatów z 5., 11. i 12 Brygady Artylerii; szkoła nr 6 w Poznaniu dla 14., 15. i 16 Brygady Artylerii.
Zazwyczaj kandydaci na podoficerów rekrutowali się z żołnierzy frontowych legitymujących się ukończeniem czterech klas szkoły podstawowej. Planowano sześciomiesięczne kursy podoficerskie, jednak potrzeby frontu wymuszały skracanie ich do czterech, a nawet trzech miesięcy. 17 stycznia 1920 wszystkie szkoły podoficerskie utworzyły Centralny Obóz Podoficerskich Szkół Artylerii i przeniesione zostały do Torunia. Obóz składał się z trzech trzybateryjnych dywizjonów. Kurs trwał sześć miesięcy, po jego ukończeniu absolwenci byli awansowani na stopień podoficerski lub kolejny wyższy.

## Demobilizacja
W okresie demobilizacji, w 1921 zlikwidowano czwarte dywizjony w pułkach artylerii polowej oraz drugie dywizjony w pułkach artylerii najcięższej. Na etacie pokojowym w skład dywizji piechoty weszły trzydywizjonowe pułki artylerii polowej, a artylerię ciężką połączono w 10 pułków, po jednym w każdym Okręgu Korpusu.